# آرناووت

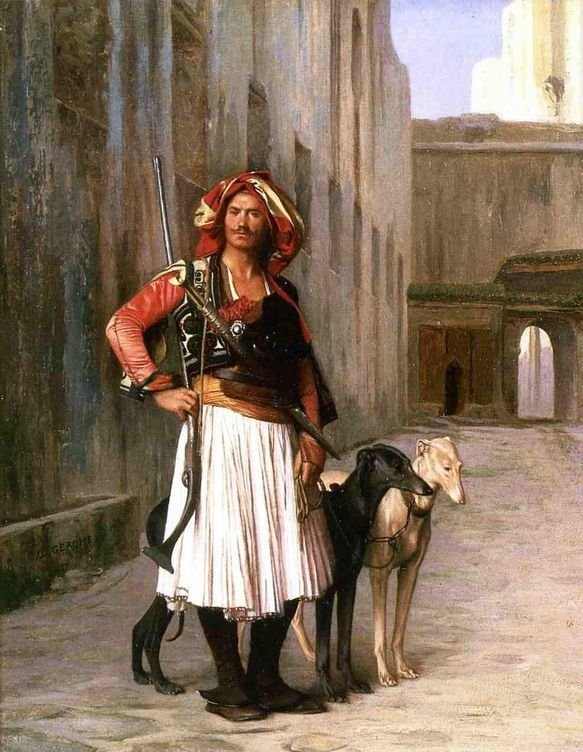
آرناووت‌ در قاهره، نقاشی از ژان-لئون ژروم

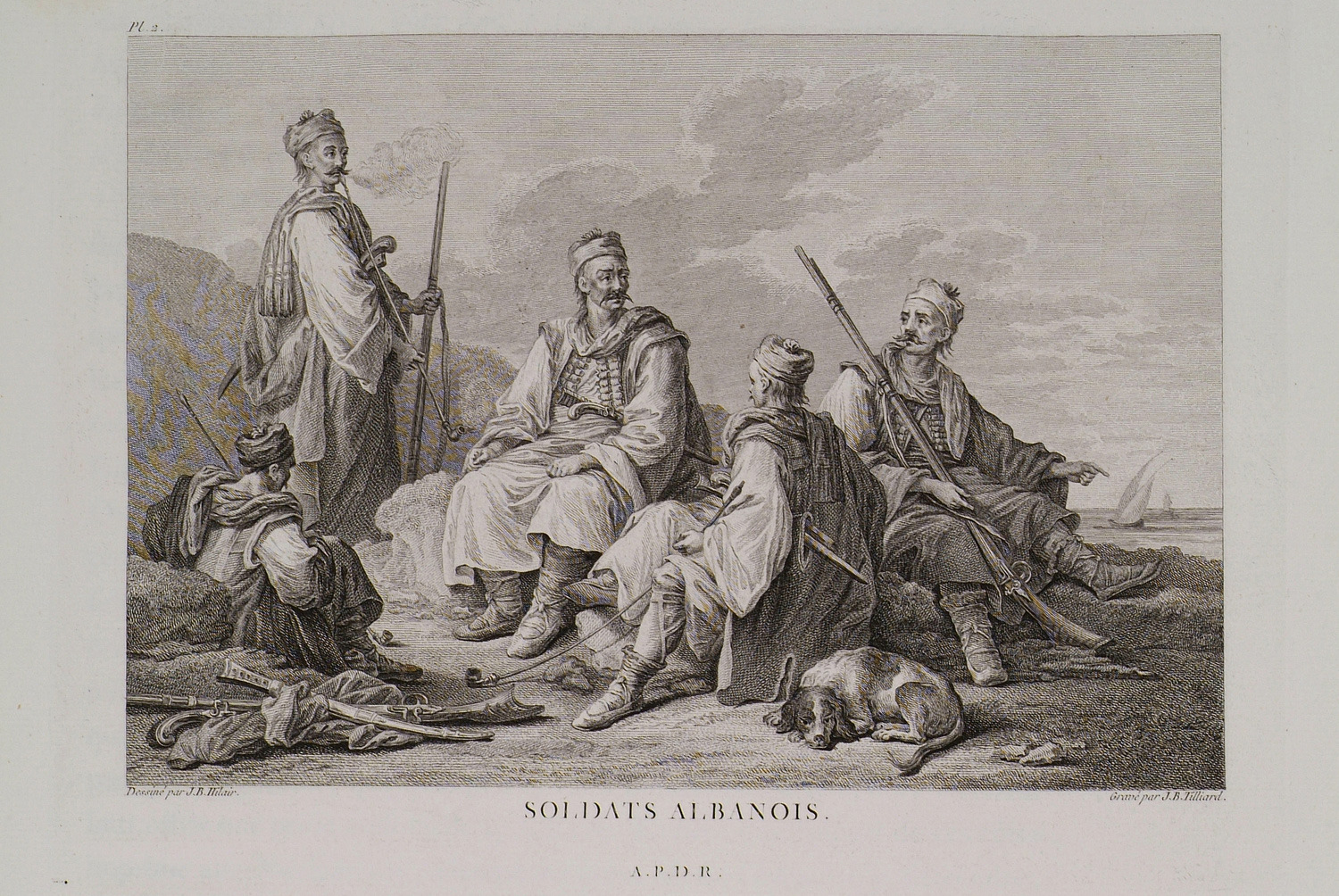
آرناووت‌ها در یونان، ۱۷۸۲

آرناووت (ترکی عثمانی: ارناود) همچنین ارنعوت، آرناووط، آرناوود و اروانید نامی است که در زمان عثمانیان برای اشاره به آلبانی و اهالی آن به کار می‌رفت. در ترکیه امروزی (به شکل Arnavut) برای اشاره به جمهوری آلبانی به کار می‌رود.

## کاربرد
در دورهٔ عثمانی این واژه برای همهٔ آلبانیایی‌ها فارغ از مذهبشان به کار می‌رفت که تا به امروز ادامه پیدا کرده‌است. در دوره عثمانی واژه آرناودلق برای اشاره به همهٔ جاهایی که آلبانیایی‌ها زندگی می‌کردند مثل کوزوو، مونته‌نگرو و مقدونیه به کار می‌رفت امّا در ترکیه امروزی این واژه به شکل Arnavutluk فقط برای اشاره به جمهوری آلبانی به کار می‌رود.
در زبان عربی، این واژه به شکل أرناؤوط برای اشاره به آلبانیایی‌تبارانی به کار می‌رود که پیشینیانشان در دورۀ عثمانی در شام، به ویژه سوریه، ساکن شدند. در کشورهای بالکانی نیز این واژه به شکل Арнаут برای نامیدن آلبانیایی‌ها به کار می‌رود، در صربستان این کلمه بار توهین‌آمیز نیز دارد.
این واژه در زبان فارسی عامیانه قدیمی، به شکل ارنئوت (یا ارنعوت یا ارنئود)، عبارتی توهین‌آمیز برای اشاره به شخص پرزور، گستاخ و بی‌انصاف یا برای توصیف شخص بدلباس و نخراشیده به کار برده می‌شد.
در زبان‌های اروپای غربی Arnaut برای اشاره به سربازان آلبانیایی‌تبار عثمانیان به کار می‌رفت. در زبان رومانیایی هم حداقل از قرن ۱۸ به این سو، arnăut، به شکل مشابهی نامی بود برای مزدوران آلبانیایی که به عنوان محافظ شخصی استخدام می‌شدند. این محافظان معمولاً لباس‌های خاص سنتی بر تن می‌کردند.